# Далемський цвинтар
Далемський цвинтар (нім. Friedhof Dahlem) — цвинтар у берлінському районі Далем. З'явився у 1908 році у зв'язку із зростанням населення Далема. Стіни, ворота і траурний зал цвинтара були зведені за проектом архітекторів Фрідріха і Вільгельма Геннінгсів. Нині має площу в 1,1 га.
Цвинтар є пам'яткою паркової архітектури землі Берлін. На ньому поховані багато знаменитих осіб, у тому числі голландський хімік Якоб Гендрік Вант-Гофф, німецькі актори Карл Раддац і Пауль Більдт, скульптори Август Гауль і Макс Унгер. На цвинтарі також поховані жертви минулих воєн.

## На цвинтарі поховані
- Ернст Отто Бекман (1853—1923), хімік
- Пауль Більдт (1885—1957), кіноактор
- Еміль Бонке (1888—1928), альтист, композитор і диригент
- Ріхард Бурмайстер (1860—1944), піаніст, композитор
- Ельза Вагнер (1881—1975), акторка
- Антьє Вайссгербер (1922—2004), акторка
- Отто Генріх Варбург (1883—1970), біохімік, Нобелівський лауреат
- Якоб Гендрік Вант-Гофф (1852—1912), голландський фізик і хімік, Нобелівський лауреат
- Вальтер Вернер (1883—1956), актор
- Август Гауль (1869—1921), скульптор
- Вернер Гінц (1903—1985), кіноактор
- Герман Дільс (1848—1922), філолог, історик античності
- Гайнц Драхе (1923—2002), кіноактор
- Людвіг Кнаус (1829—1910), художник
- Ліллі Леман (1848—1929), оперна співачка
- Ернст Ліндеман (1894—1941), військово-морський офіцер
- Карл Раддац (1912—2004), актор
- Ротраут Ріхтер (1915-1947), акторка
- Макс Унгер (1854—1918), скульптор
- Вільгельм Флісс (1858—1928), лікар, психоаналітик

## Світлини

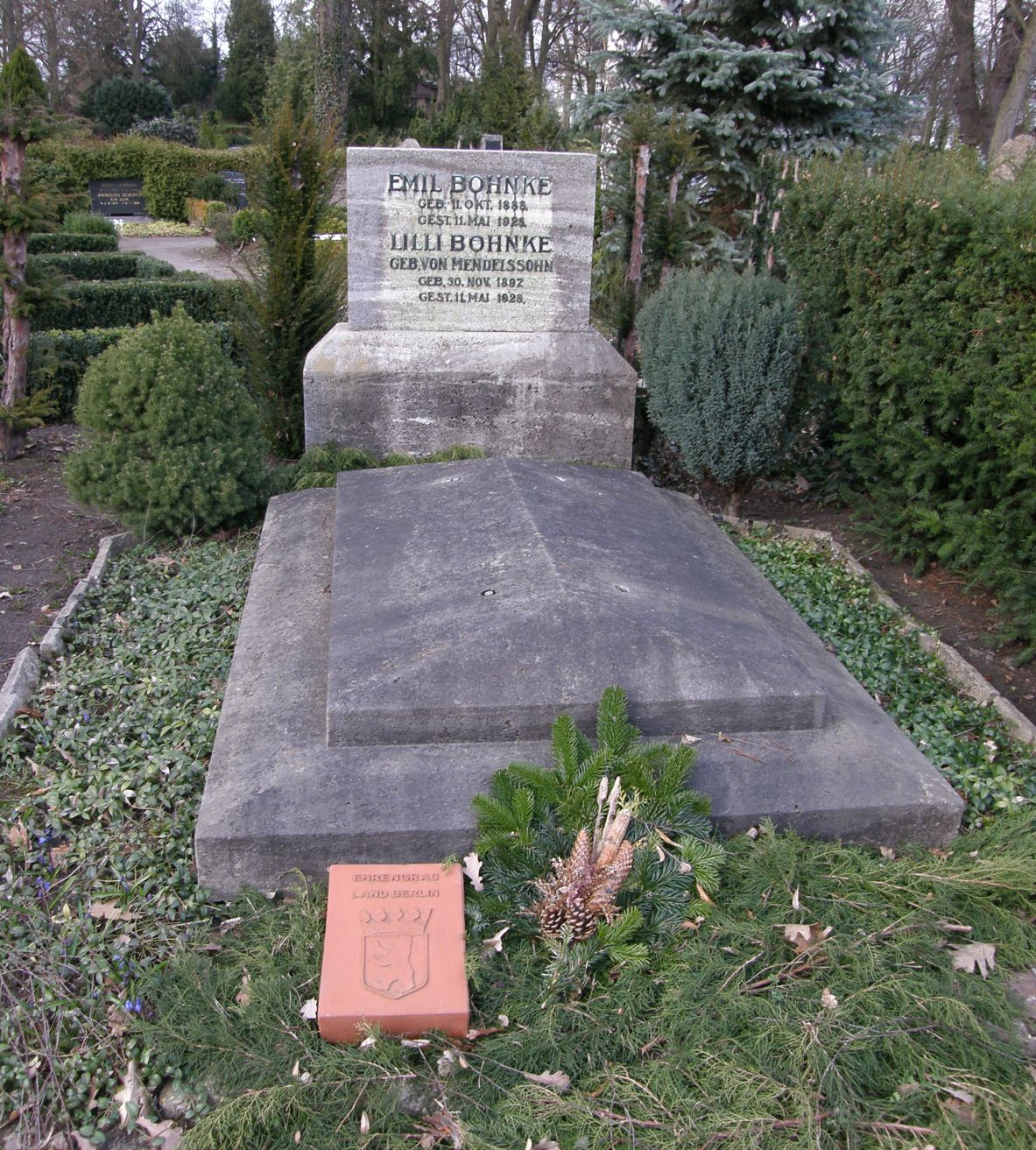
Могила Еміля Бонке
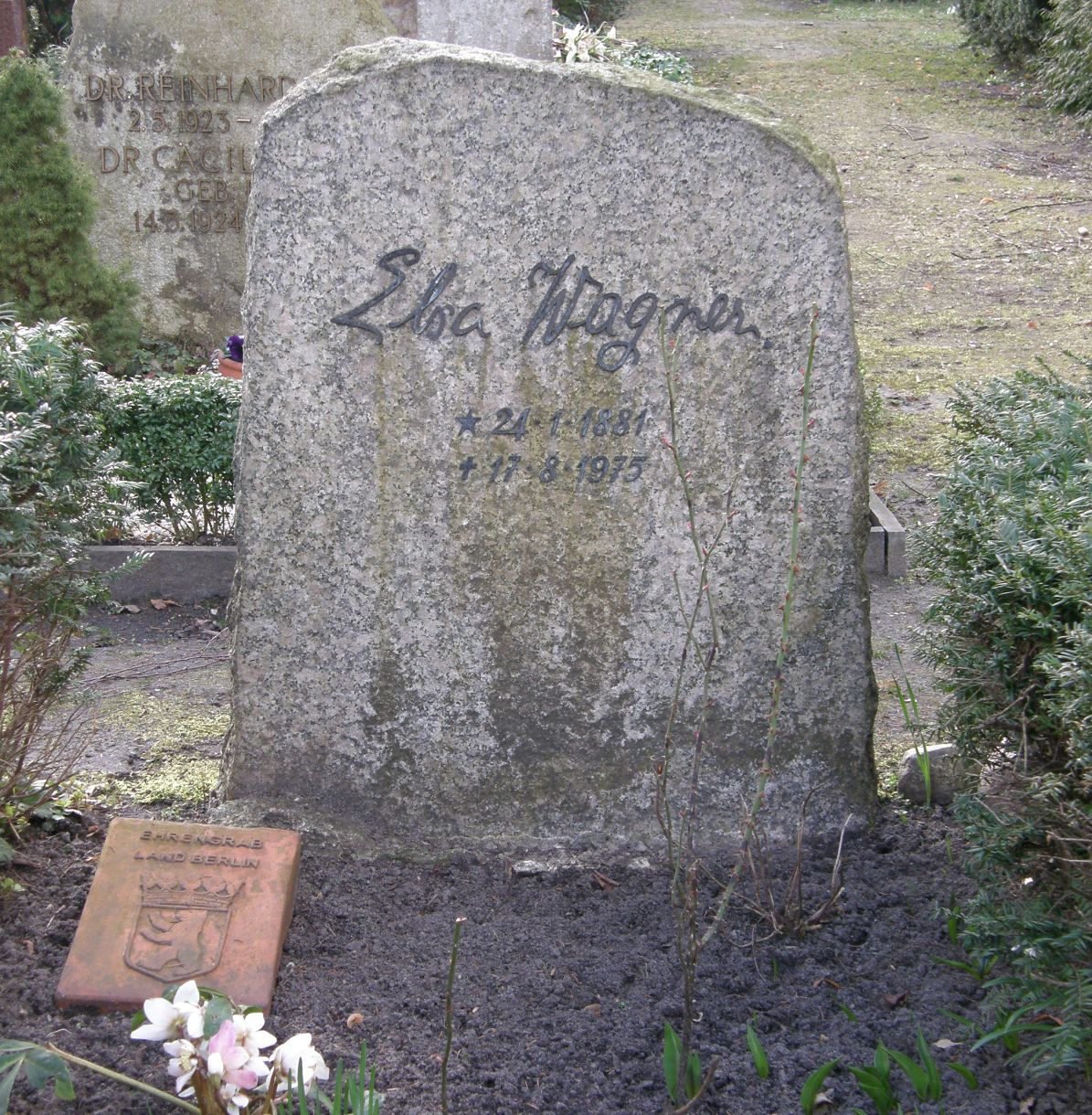
Могила Ельзи Вагнер
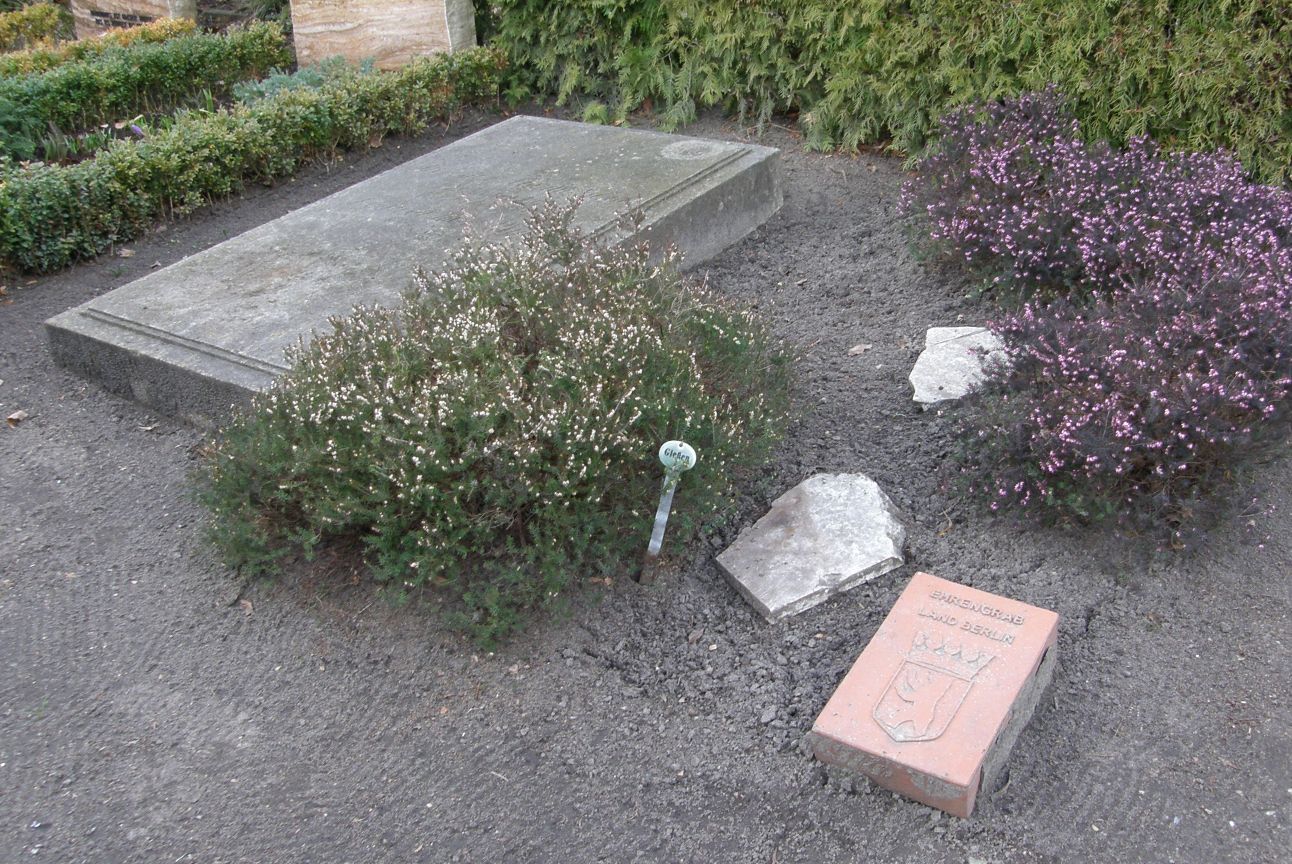
Могила Августа Гауля
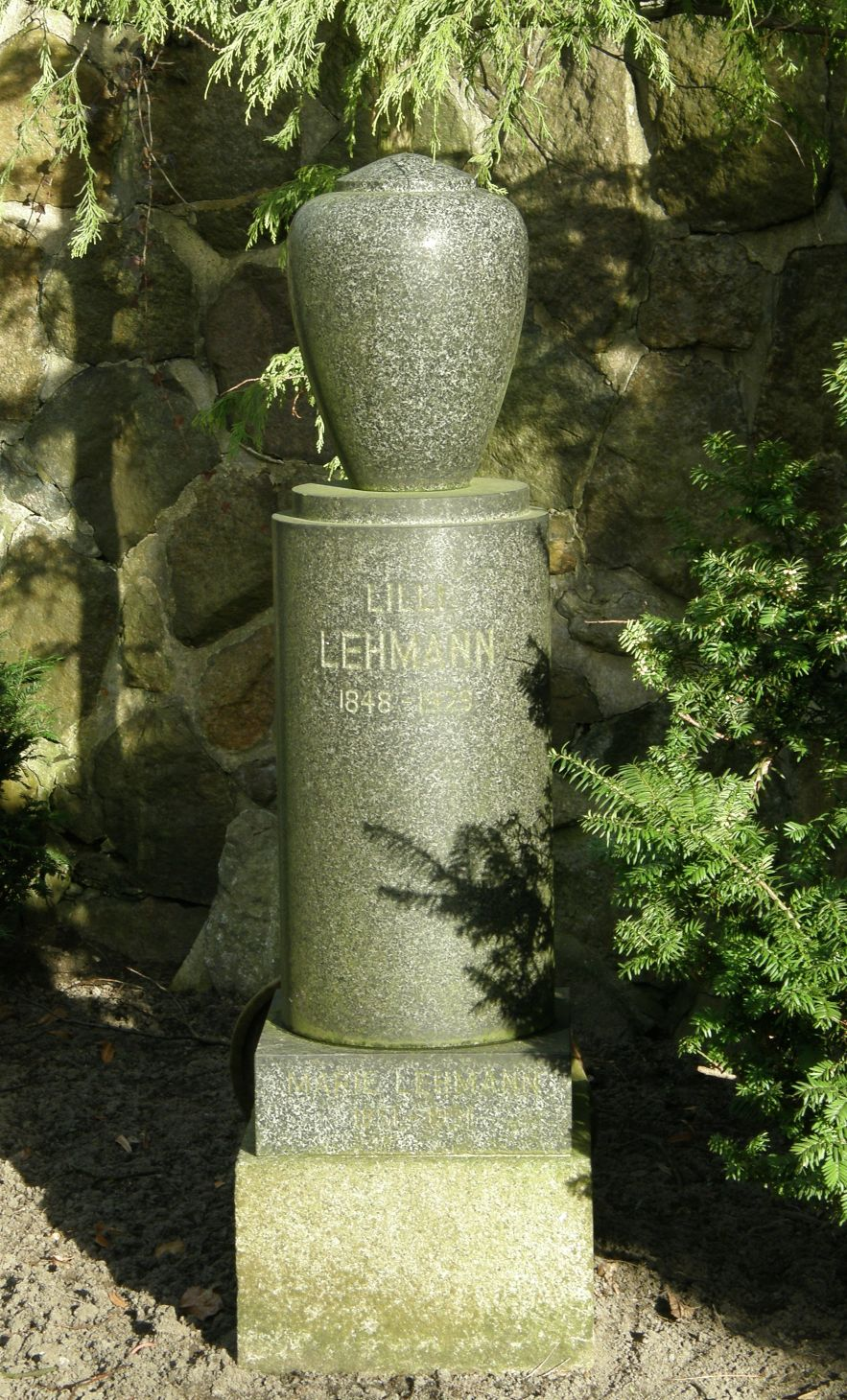
Могила Лілі Леманн
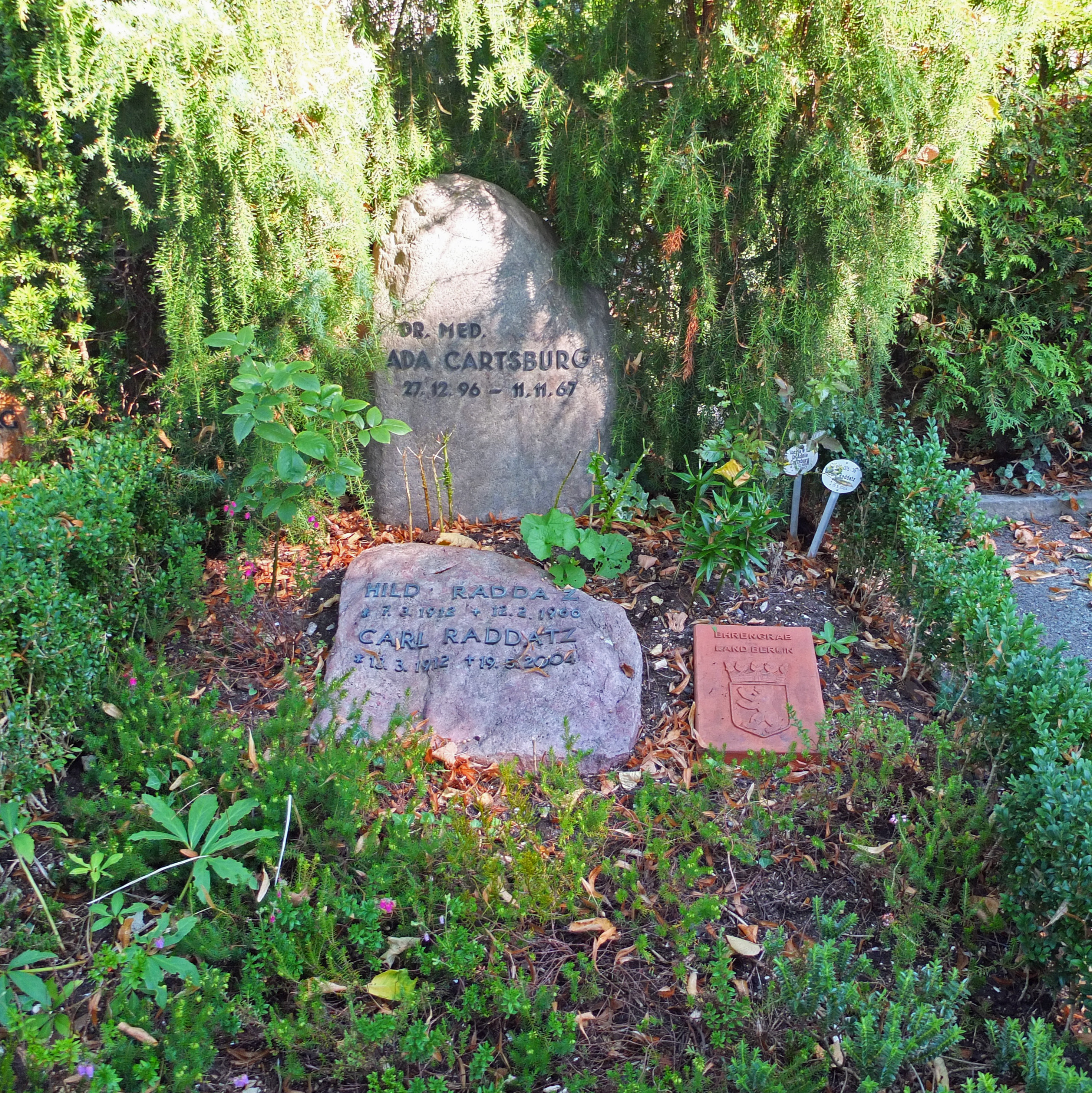
Могила Карла Раддаца
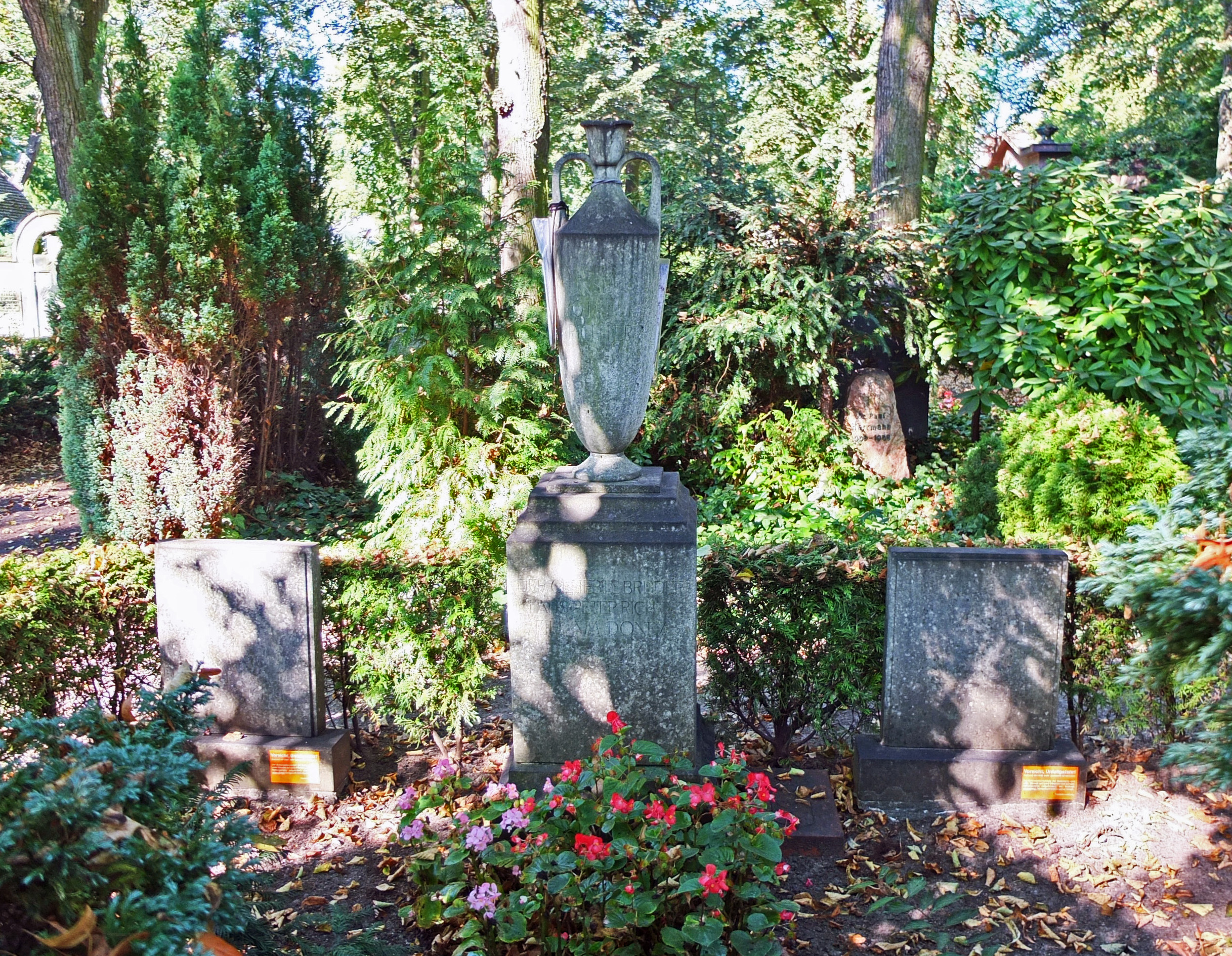
Могила Ротраут Ріхтер
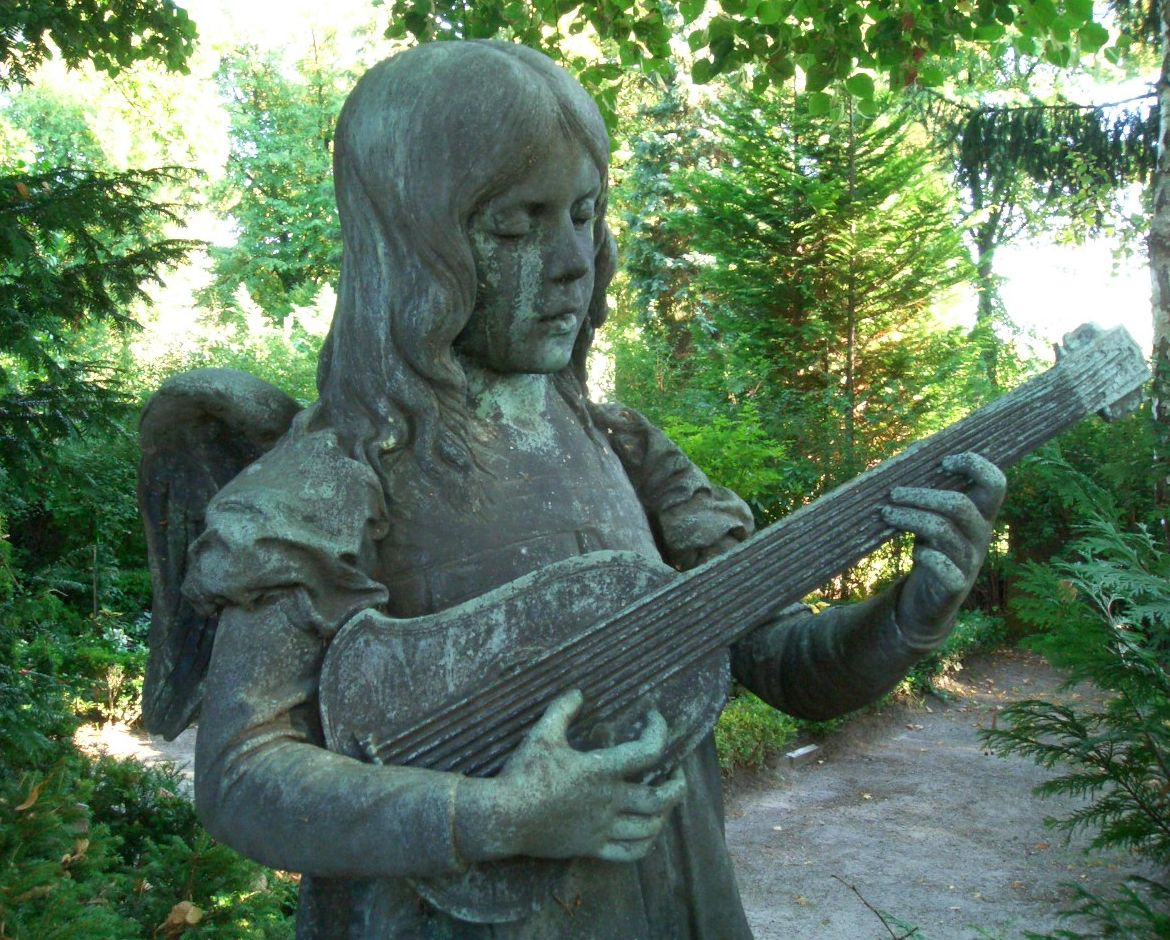
Могила Макса Унгера
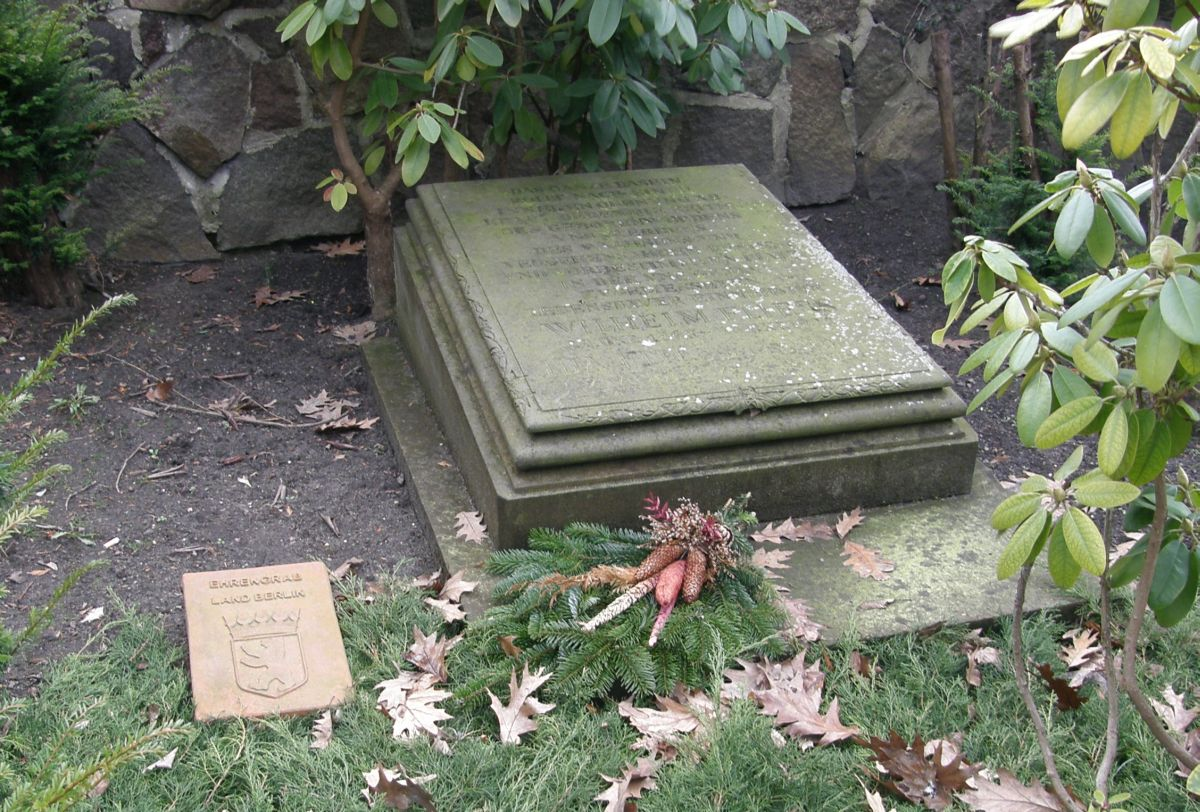
Могила Вільгельма Флісса